# Sidney George Brown
Sidney George Brown (* 6. Juli 1873 in Chicago; † 7. August 1948 in Sidmouth, Devon) war ein englischer Elektrotechniker, Erfinder und Fellow of the Royal Society. 
Als Sohn englischer Eltern wurde er in Chicago geboren. 1879 kehrte die Familie wieder nach Großbritannien zurück und er begann seine Ausbildung an einer Privatschule in Parkstone, nahe Bournemouth. Danach besuchte er das Harrogate College. 1894–96 studierte er am University College London. 
Bis 1897 machte er eine Ausbildung bei Crompton & Co. in Chelmsford und kehrte dann nach Bournemouth zurück. 
1899 erhielt er sein erstes Patent. 1906 gründete er die Telegraph Condenser Company (TCC), einen Hersteller von Kondensatoren. 1911 gründete er seine zweite Firma S.G. Brown Ltd. zur Herstellung von Telefonausrüstung, Radioteilen, Kopfhörern und Lautsprechern. Bis 1910 hatte er auch einen mechanischen Telefonverstärker (Telefonrelais, bei dem ein Elektromagnet unmittelbar auf die Membran eines Kohlemikrofons wirkt) entwickelt, der in Lizenz durch  Siemens & Halske vermarktet und weiterentwickelt wurde.
Während des Ersten Weltkriegs entwickelte S.G. Brown Kreiselkompasse, die zuvor aus Deutschland importiert wurden. Er beinhaltete einen flüssigen ballistischen Dämpfer, um Schwingungen bei Kurswechseln zu beschränken. 
1933 wurde die Telegraph Condenser Company in eine Public limited company umgewandelt. Sie wurde in den 1960ern von Plessey übernommen. 
1943 ging er in den Ruhestand und verkaufte seine Anteile an den Unternehmen. 